# Erada (Portugal)
Erada is een plaats (freguesia) in de Portugese gemeente Covilhã en telt 845 inwoners (2001).